# Yoshinori
Kanemoto Yoshinori (en japonés: かねもと よしのり), o Kim Bang Jeon (en hangul: 김방전), más conocido como Yoshi (en hangul: 요시; en japonés: ヨシ; Kōbe, Osaka, 15 de mayo de 2000) es un cantante, rapero y bailarín surcoreano-japonés, es integrante de la banda TREASURE. Fue presentado por primera vez en el programa YG Treasure Box, como miembro del equipo de Japón.

## Vida y carrera

### Primeros años
Aunque Yoshi es nacido y criado en Japón, él afirma que es ciudadano surcoreano porque es de la cuarta generación de la diáspora coreana en Japón.  Yoshi participó en un campeonato de taekondo con su nombre coreano y portando la bandera de Corea del Sur. 
Yoshi completó su educación secundaria en la Escuela Internacional de Corea (Japón), una escuela para coreanos en Japón.  Se sabe que en su país natal, vivió con sus tres hermanas mayores junto a su madre, después del fallecimiento de su padre cuando cursaba en primer grado de la escuela secundaria. 

### Formación con TREASURE
Yoshi se unió como aprendiz a YG Entertainment en el año 2017 luego de audicionar en 2016 y fue presentado en el programa YG Treasure Box en 2018.  Desde la agencia, dijeron que el programa formaría al grupo sucesor de BIGBANG, WINNER y iKON. 
Aunque no había quedado en el equipo finalista , Yoshi llamó la atención del público luego de enfrentarse a MASHIHO, su mejor amigo, interpretando «B-DAY» de iKON en una ronda eliminatoria. 
Para la siguiente ronda, Hyun Suk, lo invitó a formar equipo con Jihoon, Kil Doohwan y Kim Yeon Gue para interpretar «Boomerang» de WANNA ONE, desafortunadamente el equipo quedó en tercera posición y resultó la eliminación de Yoshi. 
El programa finalizó con la fusión de los equipos finalistas y el debut del grupo de 12 miembros como TREASURE, con el sencillo THE FIRST STEP: CHAPTER ONE el 7 de agosto de 2020, en cuya canción principal Yoshi participó como escritor. 

## Discografía

### Créditos de composición de canciones
Todos los créditos de las canciones están adaptados a la base de datos de la Asociación de Derechos de Autor de Música de Corea, a menos que se indique lo contrario. 

#### Trabajando con TREASURE
| Año  | Canción                                         | Álbum                           | Escritor   | Escritor                                                                                               | Composición | Composición                                                      |
| Año  | Canción                                         | Álbum                           | Acreditado | Junto a                                                                                                | Acreditado  | Junto a                                                          |
| ---- | ----------------------------------------------- | ------------------------------- | ---------- | --- | ----------- | ---------------------------------------------------------------- |
| 2020 | «COME TO ME» (en hangul, 들어와)                | THE FIRST STEP: TREASURE EFFECT | Yes        | Rovin, Kim Kyung, Bigtone, Hyun Suk, Haruto                                                            | No          |                                                                  |
| 2020 | «I LOVE YOU» (en hangul, 사랑해)                | THE FIRST STEP: TREASURE EFFECT | Yes        | R.Tee, Hyun Suk, Haruto                                                                                | No          |                                                                  |
| 2020 | «B.L.T (BLING LIKE THIS)»                       | THE FIRST STEP: TREASURE EFFECT | Yes        | Kim Dong Joon, Hyun Suk, Haruto, TRNC                                                                  | No          |                                                                  |
| 2020 | «MMM» (en hangul, 음)                           | THE FIRST STEP: TREASURE EFFECT | Yes        | Godock, Hyun Suk, Haruto                                                                               | No          |                                                                  |
| 2020 | «ORANGE» (en hangul, 오렌지)                    | THE FIRST STEP: TREASURE EFFECT | Yes        | Asahi, Haruto, Hyun Suk                                                                                | No          |                                                                  |
| 2021 | «MY TREASURE»                                   | THE FIRST STEP: TREASURE EFFECT | Yes        | Bigtone, Min Yeon-jae, Hyun Suk, Haruto                                                                | No          |                                                                  |
| 2021 | «BE WITH ME» (en hangul, 나랑 있자)             | THE FIRST STEP: TREASURE EFFECT | Yes        | Rovin, Kim Kyung, Hyun Suk, Haruto                                                                     | No          |                                                                  |
| 2021 | «SLOWMOTION»                                    | THE FIRST STEP: TREASURE EFFECT | Yes        | Lee Chan Hyuk, Hyun Suk, Haruto                                                                        | No          |                                                                  |
| 2021 | «EVERYDAY»                                      |                                 | Yes        | Choi Hyun Seok, YEDAM, Asahi,                                                                          | No          |                                                                  |
| 2022 | «JIKJIN» (en hangul, 직진)                      | THE SECOND STEP: CHAPTER ONE    | Yes        | Sonny, Lil G, Choice37, LP, Hae, Hyun Suk, Haruto, Se.A                                                | Yes         | Sonny, LIL G, Choice37, LP, HAE, Hyun Suk, Haruto                |
| 2022 | «U»                                             | THE SECOND STEP: CHAPTER ONE    | Yes        | Sonny, Lil G, Choice37, LP, Hae, Hyun Suk, Haruto, Se.A                                                | No          |                                                                  |
| 2022 | «DARARI» (en hangul, 다라리)                    | THE SECOND STEP: CHAPTER ONE    | Yes        | Nu.D, Sonny, LP, Lil G, Choice37, Hae, Hyun Suk, Haruto                                                | Yes         | Choice37, Hae, jaguaa, YEDAM, Hyun Suk, Sonny, LP, LIL G, Haruto |
| 2022 | «IT'S OKAY» (en hangul, 괜찮아질거야)           | THE SECOND STEP: CHAPTER ONE    | Yes        | Jaguaa, Bang Ye-dam, Choice37, Lil G, LP, Hyun Suk, Sonny, Hae, Se.A, Haruto                           | No          |                                                                  |
| 2022 | «HELLO»                                         | THE SECOND STEP: CHAPTER TWO    | Yes        | Choice37, Sonny, Lil G, LP, Hae, Hyun Suk, Haruto                                                      | Yes         | Choice37, Sonny, LIL G, LP, HAE, Hyun Suk, Haruto                |
| 2022 | «VolKno (RAP Unit)»                             | THE SECOND STEP: CHAPTER TWO    | Yes        | Hyun Suk, Haruto                                                                                       | Yes         | Hyun Suk, Haruto                                                 |
| 2022 | «CLAP!»                                         | THE SECOND STEP: CHAPTER TWO    | Yes        | Asahi, Hyun Suk, Haruto                                                                                | No          |                                                                  |
| 2023 | «BONA BONA»                                     | REBOOT                          | Yes        | Lee Chan-hyuk, Hyun Suk, Haruto, Where The Noise, Junkyu, Dan Whittemore, Jared Lee                    | No          |                                                                  |
| 2023 | «RUN»                                           | REBOOT                          | Yes        | LP, Sonny, Hae, Lil G, Hyun Suk, Haruto, Choice 37                                                     | Yes         | Choice37, LP, HAE, Sonny, LIL G, Hyun Suk, Haruto                |
| 2023 | «G.O.A.T (RAP Unit)» (featuring Lee Young Hyun) | REBOOT                          | Yes        | Hyun Suk, Haruto                                                                                       | Yes         | DEE.P, Hyun Suk, Haruto                                          |
| 2023 | «STUPID» (en hangul, 멍청이)                    | REBOOT                          | Yes        | Hyun Suk, Haruto                                                                                       | No          |                                                                  |
| 2023 | «WONDERLAND»                                    | REBOOT                          | Yes        | Lee Chanhyuk, Hyun Suk, Haruto, Junkyu                                                                 | No          |                                                                  |
| 2023 | «LOVESICK» (en hangul, 병)                      | REBOOT                          | Yes        | Asahi, Hyun Suk, Haruto                                                                                | No          |                                                                  |
| 2024 | «KING KONG»                                     | Digital Single                  | Yes        | Ludwig Lindell, Daniel Caesar, Sandra Wilkströrm, Jared Lee, AiRPLAY, Sonny, Hyun Suk, CHOICE37, LIL G | No          |                                                                  |
| 2024 | «LAST NIGHT»                                    | Digital Single                  | Yes        | ASAHI, Hyun Suk, HARUTO, YG                                                                            | No          |                                                                  |

## Filmografía

### Series web
| Año  | Título                       | Cadena  | Notas                                             | Ref.   |
| ---- | ---------------------------- | ------- | ------------------------------------------------- | ------ |
| 2021 | It's Okay, That's Friendship | YouTube | Cortometraje especial emitido en TREASURE Map.    | [ 11 ] |
| 2021 | The Mysterious Class         | YouTube | Serie web de misterio protagonizada por TREASURE. | [ 12 ] |
| 2023 | My BF is TREASURE            | YouTube | Episodio especial en TREASURE Map.                | [ 13 ] |

### Programas de televisión
| Año  | Título          | Cadena          | Notas                                              | Ref.   |
| ---- | --------------- | --------------- | -------------------------------------------------- | ------ |
| 2018 | YG Treasure Box | YouTube · JTBC2 | Programa de supervivencia donde se formó el grupo. | [ 14 ] |